# Tegher, Aragatsotn
Tegher là một đô thị thuộc tỉnh Aragatsotn, Armenia. Dân số ước tính năm 2011 là 239 người.